# Pherbellia silana
Pherbellia silana är en tvåvingeart som beskrevs av Rivosecchi 1989. Pherbellia silana ingår i släktet Pherbellia och familjen kärrflugor.
Artens utbredningsområde är Italien. Inga underarter finns listade i Catalogue of Life.